# 簡蝠硬蜱
簡蝠硬蜱（学名：Ixodes simplex）为硬蜱科硬蜱屬下的一个种。其种加词“simplex ”意为“简单的”。